# Eumerus nebrodesius
Eumerus nebrodesius är en tvåvingeart som beskrevs av Camillo Rondani 1868. Eumerus nebrodesius ingår i släktet månblomflugor, och familjen blomflugor.
Artens utbredningsområde är Italien. Inga underarter finns listade i Catalogue of Life.